# Lijst van Nederlandse Europarlementariërs 2014-2019
Lijst van Nederlandse Europarlementariërs 2014-2019 bevat een overzicht van de in Nederland gekozen leden van het Europees Parlement in de zittingsperiode 2014-2019 op grond van de Europese Parlementsverkiezingen van 22 mei 2014.
De zittingsperiode ging in op 1 juli 2014 en eindigde op 1 juli 2019. Nederland had in deze zittingsperiode recht op 26 zetels (op een totaal aantal van 751).
| Naam                    | Nederlandse partij                      | Fractie                                              | Begindatum       | Einddatum       | refs   |
| ----------------------- | --------------------------------------- | ---------------------------------------------------- | ---------------- | --------------- | ------ |
| Hans van Baalen         | Volkspartij voor Vrijheid en Democratie | Alliantie van Liberalen en Democraten voor Europa    | 1 juli 2014      | 1 juli 2019     | [ 1 ]  |
| Bas Belder              | ChristenUnie-SGP                        | Europese Conservatieven en Hervormers                | 1 juli 2014      | 1 juli 2019     | [ 2 ]  |
| Wim van de Camp         | Christen-Democratisch Appèl             | Europese Volkspartij                                 | 1 juli 2014      | 1 juli 2019     | [ 3 ]  |
| Peter van Dalen         | ChristenUnie-SGP                        | Europese Conservatieven en Hervormers                | 1 juli 2014      | 1 juli 2019     | [ 4 ]  |
| Bas Eickhout            | GroenLinks                              | De Groenen/Vrije Europese Alliantie                  | 1 juli 2014      | 1 juli 2019     | [ 5 ]  |
| André Elissen           | Partij voor de Vrijheid                 | Europa van Naties en Vrijheid                        | 13 juni 2017     | 1 juli 2019     | [ 6 ]  |
| Gerben-Jan Gerbrandy    | Democraten 66                           | Alliantie van Liberalen en Democraten voor Europa    | 1 juli 2014      | 1 juli 2019     | [ 7 ]  |
| Marcel de Graaff        | Partij voor de Vrijheid                 | niet-fractiegebonden leden                           | 1 juli 2014      | 1 juli 2019     | [ 8 ]  |
| Marcel de Graaff        | Partij voor de Vrijheid                 | Europa van Naties en Vrijheid                        | 1 juli 2014      | 1 juli 2019     | [ 8 ]  |
| Anja Hazekamp           | Partij voor de Dieren                   | Europees Unitair Links/Noords Groen Links            | 1 juli 2014      | 1 juli 2019     | [ 9 ]  |
| Jan Huitema             | Volkspartij voor Vrijheid en Democratie | Alliantie van Liberalen en Democraten voor Europa    | 1 juli 2014      | 1 juli 2019     | [ 10 ] |
| Hans Jansen             | Partij voor de Vrijheid                 | niet-fractiegebonden leden                           | 1 juli 2014      | 5 mei 2015      | [ 11 ] |
| Dennis de Jong          | Socialistische Partij                   | Europees Unitair Links/Noords Groen Links            | 1 juli 2014      | 1 juli 2019     | [ 12 ] |
| Agnes Jongerius         | Partij van de Arbeid                    | Progressieve Alliantie van Socialisten en Democraten | 1 juli 2014      | 1 juli 2019     | [ 13 ] |
| Esther de Lange         | Christen-Democratisch Appèl             | Europese Volkspartij                                 | 1 juli 2014      | 1 juli 2019     | [ 14 ] |
| Jeroen Lenaers          | Christen-Democratisch Appèl             | Europese Volkspartij                                 | 1 juli 2014      | 1 juli 2019     | [ 15 ] |
| Vicky Maeijer           | Partij voor de Vrijheid                 | niet-fractiegebonden leden                           | 1 juli 2014      | 15 maart 2017   | [ 16 ] |
| Vicky Maeijer           | Partij voor de Vrijheid                 | Europa van Naties en Vrijheid                        | 1 juli 2014      | 15 maart 2017   | [ 16 ] |
| Matthijs van Miltenburg | Democraten 66                           | Alliantie van Liberalen en Democraten voor Europa    | 1 juli 2014      | 1 juli 2019     | [ 17 ] |
| Anne-Marie Mineur       | Socialistische Partij                   | Europees Unitair Links/Noords Groen Links            | 1 juli 2014      | 1 juli 2019     | [ 18 ] |
| Caroline Nagtegaal      | Volkspartij voor Vrijheid en Democratie | Alliantie van Liberalen en Democraten voor Europa    | 14 november 2017 | 1 juli 2019     | [ 19 ] |
| Cora van Nieuwenhuizen  | Volkspartij voor Vrijheid en Democratie | Alliantie van Liberalen en Democraten voor Europa    | 1 juli 2014      | 25 oktober 2017 | [ 20 ] |
| Lambert van Nistelrooij | Christen-Democratisch Appèl             | Europese Volkspartij                                 | 1 juli 2014      | 1 juli 2019     | [ 21 ] |
| Kati Piri               | Partij van de Arbeid                    | Progressieve Alliantie van Socialisten en Democraten | 1 juli 2014      | 1 juli 2019     | [ 22 ] |
| Judith Sargentini       | GroenLinks                              | De Groenen/Vrije Europese Alliantie                  | 1 juli 2014      | 1 juli 2019     | [ 23 ] |
| Marietje Schaake        | Democraten 66                           | Alliantie van Liberalen en Democraten voor Europa    | 1 juli 2014      | 1 juli 2019     | [ 24 ] |
| Annie Schreijer-Pierik  | Christen-Democratisch Appèl             | Europese Volkspartij                                 | 1 juli 2014      | 1 juli 2019     | [ 25 ] |
| Olaf Stuger             | Partij voor de Vrijheid                 | niet-fractiegebonden leden                           | 1 juli 2014      | 1 juli 2019     | [ 26 ] |
| Olaf Stuger             | Partij voor de Vrijheid                 | Europa van Naties en Vrijheid                        | 1 juli 2014      | 1 juli 2019     | [ 26 ] |
| Paul Tang               | Partij van de Arbeid                    | Progressieve Alliantie van Socialisten en Democraten | 1 juli 2014      | 1 juli 2019     | [ 27 ] |
| Sophie in 't Veld       | Democraten 66                           | Alliantie van Liberalen en Democraten voor Europa    | 1 juli 2014      | 1 juli 2019     | [ 28 ] |
| Auke Zijlstra           | Partij voor de Vrijheid                 | Europa van Naties en Vrijheid                        | 1 september 2015 | 1 juli 2019     | [ 29 ] |

1952-1958 (EGKS) · 
1958-1979 · 
1979-1984 · 
1984-1989 · 
1989-1994 · 
1994-1999 · 
1999-2004 · 
2004-2009 · 
2009-2014 · 
2014-2019 · 
2019-2024 · 
2024-2029